# Elisa C. Martin
Elisa Candelas Martin (Madrid; 3 de agosto de 1972) es una cantante e instructora vocal, conocida por haber formado parte de bandas de power metal y metal sinfónico como Dark Moor, Dreamaker, Fairyland y Hamka; además de haber colaborado con más de 30 bandas de metal a nivel internacional. 

## Carrera
Elisa comenzó como cantante de bandas de metal desde los 12 años. Estudió canto en Barcelona con la soprano Núria Dardinyà, de quien aprendió técnica vocal, pedagogía musical y expresión corporal. Tras sus estudios musicales, regresa a su ciudad natal (Madrid) para terminar sus estudios en la Universidad Complutense de Madrid, donde se licenció en Geografía e Historia. Se mudó a Londres para seguir estudiando, pero nunca dejó de lado la música.
En sus inicios formó las bandas Necrópolis, Five Cross, y Sabatan; con esta última llegó a grabar dos demos en 1996 y 1997. Elisa comenzaba a ser una figura reconocida en la escena underground de Heavy Metal español. Elisa queriendo poder crecer como cantante decide audicionar para un grupo local que buscaba vocalista, la banda era Dark Moor, agrupación de power metal neo-clásico madrileña. Enrik García, guitarrista y fundador de Dark Moor, cuenta que en cuanto Elisa cantó en la audición, reconoció la voz, pues ya le había escuchado cantar en una ocasión que pasó por el lugar donde Sabatan ensayaba y había pensado que quería una voz como la de Elisa para Dark Moor, mas no logró ver quien cantaba en aquella ocasión. Tras lo cual Elisa fue rápidamente contratada como cantante de Dark Moor.
Con Dark Moor, Elisa graba tres álbumes de estudio y hace varias giras dentro y fuera de España. Poco después de la grabación de su tercer álbum, en 2002, Elisa es invitada a cantar con la agrupación de power metal francesa Fairyland. Elisa viaja a Francia para grabar el primer álbum de estudio de la banda, “Of Wars in Osyrhia”, que tenía la intención de ser un disco con varias voces invitadas, pero al final Elisa quedó única voz y también como vocalista de planta de la agrupación. Al regresar a Madrid, Elisa graba el EP “Between Light and Darkness”, el cual sería su último trabajo con Dark Moor. Durante este tiempo, Elisa también formó parte del grupo español de metal progresivo Ebony Ark, aunque abandonó el proyecto sin haber grabado ni una demo.
En 2003, dadas diferencias creativas y musicales entre los integrantes de Dark Moor, Elisa C. Martin, junto con Albert Maroto (guitarra), Jorge Sáez (batería) y Roberto Peña de Camús (teclados), dejan la agrupación para juntos fundar Dreamaker. A su vez, Elisa también se retira de Fairyland por problemas internos en la organización de la banda. Tanto ella como el bajista y guitarrista Willdric Lievin inician un nuevo proyecto en 2003 llamado Hamka.
Con Dreamaker la banda graba temas que tenían reservados para Dark Moor, pero tras sacar dos álbumes en 2004 y 2005 respectivamente, la banda decide disolverse en 2008. Mientras tanto Elisa saca un álbum con Hamka en 2005, pero al poco tiempo el líder de la agrupación, Willdric Lievin, decide tomarse un descanso y Hamka queda inactiva hasta 2009. Tras el regreso de Hamka haciendo algunas presentaciones en vivo, la banda queda nuevamente inactiva hasta el 2013 (aunque su segundo álbum de estudio no vería la luz hasta 2017).
Tras haberse disuelto Dreamaker y haber estado pausado el proyecto de Hamka, Elisa se muda a Cataluña donde comienza a trabajar en un proyecto en solitario. Mientras tanto buscaba poder entrar a alguna banda con la qué cantar, y en 2011 se une como vocalista a la agrupación de hard rock barcelonesa, Stoned By Truckers. En 2011, lanzan un EP titulado “Get Stoned!” y al año siguiente un videoclip.  Aunque en abril de 2012, la agrupación anunciaba que Elisa dejaba la banda.
En 2016 Elisa es contactada por el músico francés Peter Crowley, famoso en internet haciendo música ambiental con tintes épicos en su proyecto independiente Peter Crowley's Fantasy Dream. Siendo Crowley fanático de Fairyland, decide componer un álbum de power metal e invitar a Elisa C. Martin a grabar la voz principal del álbum titulado “Conquest of the Seven Seas”.
En marzo de 2017 Elisa fue invitada a cantar en el concierto de 20 años de carrera de Dark Moor, junto con Albert Maroto.
En 2021, Elisa decide sacar su primer trabajo solista titulado Nothing Without Pain, el cual grabó con la ayuda de músicos invitados como Bill Hudson y Dino Cazares, grabado con la ayuda del músico y productor Damien Rainaud.
Desde 2010 Elisa trabajaba como instructora vocal y de expresión corporal en la academia Heavy Rock School de Barcelona. En enero de 2022 inició un proyecto de escuela en línea de canto llamada Singerfit. También hace videotutoriales de técnica vocal en la plataforma YouTube donde promueve su escuela de canto.

## Autobiografía
En 2018, Elisa publica su autobiografía, titulada Mi Vida: De la Delincuencia al Heavy Metal. Donde relata las circunstancias históricas, sociales y culturales que vivió en la España de la década de 1980; además de las dificultades que ha sobrellevado intentando sobresalir en el mundo del Heavy Metal siendo ella mujer, cristiana, y lesbiana. El prólogo fue escrito por el periodista Mariano Muniesa 

## Vida privada
Elisa cuenta que su apellido “Candelas”, por tratarse del apellido de su padre a quien quería borrar de su vida, decide ocultar su nombre escribiendo únicamente la inicial. Aunque a la fecha acepta que su nombre es reconocido con todo y la letra C, siendo incluso tan importante que es la que se usó como símbolo en la portada del álbum de su proyecto solista. Elisa también relata que la manera correcta de escribir su segundo apellido es Martin, sin tilde en la letra “i”, lo cual es un error frecuente cuando escriben su nombre.
Elisa reside en Calafell, Tarragona, junto con su esposa. En julio de 2021, Elisa anunció a través de su cuenta de Instagram que ella y su pareja de diez años serían mamás.

## Discografía

### Sabatan
- Not of This Earth (Demo) (1996)
- Not of This Earth II (Demo) (1997)

### Dark Moor
- Shadowland (1999)
- The Hall of the Olden Dreams (2000)
- The Fall of Melnibone (EP) (2001)
- The Gates Of Oblivion (2002)
- Between Light and Darkness (EP) (2003)

### Fairyland
- Of Wars in Osyrhia (2003)

### Dreamaker
- Human Device (2004)
- Enclosed (2005)

### Hamka
- Unearth (2005)
- Earth's Call (EP) (2013)
- Multiversal (2017)

### Stoned By Truckers
- Get Stoned! (EP) (2011)

### Peter Crowley's Fantasy Dream
- Conquest of the Seven Seas (2016)

### Elisa C. Martin (Como Solista)
- Nothing Without Pain (2022)

## Colaboraciones
Durante toda su carrera, Elisa C. Martin ha sido invitada a colaborar en distintos proyectos musicales de Metal. A continuación, se muestra un listado de canciones de otras bandas a las que ha prestado su voz:
| Tema                               | Banda                                    | Álbum                                               | Año  |
| ---------------------------------- | ---------------------------------------- | --------------------------------------------------- | ---- |
| Duelo Final                        | Red Wine                                 | El Fin de los Tiempos                               | 2002 |
| La Dama de Lörien                  | Saurom Lamderth                          | Sombras del Este                                    | 2002 |
| Paraíso Perdido II: Reunión        | Furia Animal                             | Sentencia Divina                                    | 2003 |
| Sólo Son Rosas                     | Lujuria                                  | El poder del deseo                                  | 2003 |
| Unchained                          | Gauntlet                                 | Path of Nails                                       | 2006 |
| Everlasting Wish                   | Wildpath                                 | Nyx Secrets                                         | 2006 |
| A Kiss of Hope                     | Land of Mordor                           | Still Awaken (EP)                                   | 2007 |
| Nightmare in L.C.                  | Keldark                                  | Slow Trip to Destruction Part II                    | 2007 |
| Reinando en su Propio Mundo        | Edgar Allan Poe                          | Legado de una Tragedia                              | 2008 |
| Rockin' in the Free World          | Dr. X                                    | Meet the Doctor (EP)                                | 2013 |
| Senderos                           | Artífice                                 | Génesis                                             | 2013 |
| Rise of the Rebellion              | Kerion                                   | CloudRiders Part 2: Technowars                      | 2015 |
| Riding Clouds                      | Kerion                                   | CloudRiders Part 2: Technowars                      | 2015 |
| La Doncella de Orleans             | Oscura Tentación                         | Cronovisor                                          | 2015 |
| Lost in a Dream                    | Marius Danielsen's Legend of Valley Doom | Marius Danielsen's Legend of Valley Doom - Part I   | 2015 |
| Tu Recuerdo                        | Traxilium                                | Contra el Abismo                                    | 2016 |
| Against the Crown                  | Magma Lake                               | Remains (EP)                                        | 2016 |
| Forevermore                        | Derdian                                  | Revolution Era                                      | 2016 |
| New Era                            | Derdian                                  | Revolution Era                                      | 2016 |
| Dansa de la Mort                   | Noctämbuls                               | Noctämbuls                                          | 2016 |
| A la Deriva                        | Wurdalak                                 | Como Si No Hubiese un Mañana                        | 2016 |
| Believers Into Silence of the Moon | Timeless                                 | Vol. 0 (EP)                                         | 2017 |
| Point of No Return                 | Timeless                                 | Illusions of a Broken Mind                          | 2018 |
| Believe Me                         | Valentin Lezjenda’s Speed Of Darkness    | Believe Me                                          | 2018 |
| Wildfire                           | Death Keepers                            | Rock this World *                                   | 2018 |
| No Mires Atrás                     | Séptimo Ángel                            | Legión                                              | 2018 |
| Torres d'Ivori                     | Noctämbuls                               | Torres d'Ivori                                      | 2019 |
| Black Rain                         | Steignyr                                 | Myths Through the Shadows of Freedom                | 2019 |
| Whisper Calling                    | Steignyr                                 | Myths Through the Shadows of Freedom                | 2019 |
| Prophecy of the Magic Kingdom      | Ancient Knights                          | Camelot                                             | 2019 |
| Para Siempre (Verdadero Amor)      | Ancient Knights                          | Camelot                                             | 2019 |
| Hoy Debes Resistir                 | Cyan Bloodbane                           | Espíritu de Lucha                                   | 2019 |
| Hacia la Libertad                  | Tales of Pain                            | Hacia la Libertad                                   | 2020 |
| Eleandra                           | Fairyland                                | Osyrhianta                                          | 2020 |
| From Thread to Pattern             | Lucid Dreaming                           | The Chronicles Pt. III                              | 2020 |
| All or Nothing                     | Lucid Dreaming                           | The Chronicles Pt. III                              | 2020 |
| Seven Ancient Artefacts            | Marius Danielsen's Legend of Valley Doom | Marius Danielsen's Legend of Valley Doom - Part III | 2021 |
| Journey to the North               | Marius Danielsen's Legend of Valley Doom | Marius Danielsen's Legend of Valley Doom - Part III | 2021 |
| March into the Storm               | Marius Danielsen's Legend of Valley Doom | Marius Danielsen's Legend of Valley Doom - Part III | 2021 |
| For Our King and for Our Land      | Marius Danielsen's Legend of Valley Doom | Marius Danielsen's Legend of Valley Doom - Part III | 2021 |
| When the Sun Rise Again            | Trend Kill Ghosts                        | Until the Sun Rise Again                            | 2021 |
| The Oracle's Prophecy              | Adamantis                                | Far Flung Realm                                     | 2021 |
| Tierras Malditas                   | Hell Wolf                                | Inmortal                                            | 2021 |
| Red Squad                          | Kerion                                   | CloudRiders: Age of Cyborgs                         | 2022 |
| Nowhereland                        | Kerion                                   | CloudRiders: Age of Cyborgs                         | 2022 |
| Cyborg Hunt                        | Kerion                                   | CloudRiders: Age of Cyborgs                         | 2022 |
| Global Annihilation                | Kerion                                   | CloudRiders: Age of Cyborgs                         | 2022 |
| To Rule Them All                   | Marius Danielsen                         | War of the World                                    | 2022 |
| LLOVIZNA DE TRISTEZA               | Zemeth                                   | MIREN                                               | 2024 |

*Elisa colaboró con coros en varias canciones de este disco